# Nusa Laut
Nusa Laut, auch Nusalaut, ist eine 28 km² große indonesische Insel im Südwesten von Seram in der Provinz Maluku östlich der Insel Saparua.
Auf der bergigen Insel erhebt sich der höchste Gipfel, der (Gunung) Lawakano, 322 m über dem Meeresspiegel.